# Святополк-Четвертинский, Северин Франтишек
Князь Северин Франтишек Святополк-Четвертынский (Северин Владимирович Святополк-Четвертинский; пол. Seweryn Franciszek Światopełk-Czetwertyński; 1873—1945) — польский политик из рода князей Четвертинских. Член Государственной думы I созыва от Седлецкой губернии.

## Биография
Родился 18 апреля (по другим данным 18 мая) 1873 года в Варшаве в дворянской семье. Сын князя Влодзимежа Людвика Святополк-Четвертинского и графини Марии Ванды Уруской.
По окончании в 1890 году Рижской городской гимназии поступил в Рижский политехнический институт. Здесь состоял в студенческом объединении «Аркония». Затем учился в Боннском университете.
Был издателем и совладельцем «Варшавской газеты» и газеты «Реформы». В 1904 году Четвертынский стал вице-президентом варшавского Общества благотворительности. С 1905 года был членом Народной лиги.
В январе 1903 года вместе с тремя партнерами он создал Акционерное общество городских трамваев в Варшаве, и в этом же году они получили концессию на строительство и эксплуатацию трамвайной электрической сети в городе. Инвестиции были получены от немецкого концерна «Сименс и Гальские». Первая трамвайная линия была открыта 26 марта 1908 года.
В 1906 году был избран членом I Государственной думы от Седлецкой губернии. Входил в Польское коло, был членом президиума фракции.
В 1915 году был начальником Центрального комитета Гражданского общества в России. В период с 1907 по 1917 годы был председателем Центрального сельскохозяйственного общества; в этот же период, с 1914 по 1915 годы был председателем Центрального гражданского комитета. Также в 1914—1917 годах был членом Национального польского комитета.
Во время Первой мировой войны протестовал против применения Российской армией в Царстве Польском тактики «выжженной земли». Принимал участие в переговорах, проводимых с военными властями о формировании польской армии в России. В 1918 году был арестован большевиками и находился в тюрьме в Гомеле в течение пяти недель. В мае 1918 года вернулся в Польшу, вступил в Союз землевладельцев. После 1918 года активно участвовал в политической жизни независимой Польши.
До Второй мировой войны Четвертынский занимался предпринимательской деятельностью: был владельцем фабрики водки в Суховоле, собственником «Отель Европейский» в Варшаве, владел кирпичным заводом. Наряду с этим избирался в Польский сейм в 1922—1927, 1928—1930 и 1930—1935 годах. С марта 1928 по октябрь 1931 был вице-маршалом Сейма.
В 1939—1941 годах он жил в собственном имении Суховола Радзыньского повята, где был арестован немцами. Последовательно находился в тюрьме замка в Люблине, в концлагерях Освенцим и Бухенвальд, откуда в апреле 1945 года был освобожден американскими войсками и оказался в Великобритании. Здесь, спустя два месяца — 19 июня 1945 года - он умер от истощения, вызванного условиями пребывания в немецких лагерях (в больнице им. Игнация Падеревского в Эдинбурге). Был похоронен на тамошнем кладбище Маунт-Вернон.
С 1898 года был женат на графине Софии Пржездзецкой (1879—1949), у них было семеро детей: пять дочерей и двое сыновей.